# Guerre Grande Colombie-Pérou
Batailles
- Punta Malpelo
- Cruces
- Saraguro
- Portete de Tarqui (es)

La guerre Grande Colombie-Pérou est un conflit armé qui a opposé la Grande Colombie, formée par les pays actuels de Colombie, du Venezuela, du Panama et de l'Équateur, à la République du Pérou en 1828-1829. L'origine de ce différend se trouve dans la tension qui s'est manifestée entre les gouvernements des deux pays, peu consolidés dans leur indépendance respective : le gouvernement libéral du Pérou et le gouvernement conservateur de la Colombie, représenté par Simon Bolivar. Le Pérou, après s'être libéré du régime bolivarien, a aidé la Bolivie à se libérer de ce même régime, en envahissant le territoire bolivien, ce qui a rendu Bolivar furieux.
À cela s'ajoute un conflit frontalier : la Grande Colombie revendique la domination des provinces de Tumbes (département), Jaén et Maynas (ces deux dernières théoriquement par la loi de division territoriale de la République de Colombie), toutes provinces que le Pérou considère comme faisant partie de son territoire, suivant le principe d'autodétermination des peuples, fondamentalement. Le Pérou, pour sa part, revendique la province de Guayaquil à la Grande Colombie en échange de la cession du territoire de Jaén. La guerre se divise en deux campagnes, la maritime et la terrestre. La campagne maritime est favorable au Pérou, qui occupe le port de Guayaquil, tandis que la campagne terrestre n'est pas concluante, la rencontre la plus pertinente étant la bataille de Portete de Tarqui. La guerre se termine par la signature du traité Larrea-Gual ou traité de Guayaquil, qui maintient la situation territoriale antérieure au déclenchement de la guerre, en conservant comme base de référence l'ancienne frontière vice-royale pour une délimitation ultérieure. 